# Ogrodniki (sielsowiet Tarnowszczyzna)
Ogrodniki (biał. Агароднікі, Aharodniki; ros. Огородники, Ogorodniki) – wieś na Białorusi, w obwodzie grodzieńskim, w rejonie lidzkim, w sielsowiecie Tarnowszczyzna, nad ramienem Dzitwy.

## Historia
W XIX i w początkach XX w. położone były w Rosji, w guberni wileńskiej, w powiecie lidzkim, w gminie Gonczary.
W dwudziestoleciu międzywojennym leżały w Polsce, w województwie nowogródzkim, w powiecie lidzkim. Do 11 kwietnia 1929 w gminie Honczary, a po jej zniesieniu w gminie Bielica. Skorowidz z danymi ze spisu z 1921 wymienia dwie wsie: Ogrodniki I i Ogrodniki II, jako że w gminie była jeszcze druga wieś o tej nazwie. W obu Ogrodnikach dominowali Polacy.
Po II wojnie światowej w granicach Związku Sowieckiego. Od 1991 w niepodległej Białorusi.